# Aslaug

Kraka (Aslaug), Ölgemälde von Mårten Eskil Winge

Aslaug Sigurdsdottir (altnordisch bzw. isländisch Áslaug Sigurðardóttir, schwedisch Aslög), auch Kráka oder Randalín genannt, war eine legendenhafte dänische Königin aus dem 9. Jahrhundert.

## Aslaugs Jugend

Heimir und Aslaug (August Malmström, 1856)

Aslaug ist die Tochter von Sigurd Fafnesbani (Siegfried dem Drachentöter) und der Walküre Brynhild. Nach deren gewaltsamen Tod kümmert sich Brynhilds Ziehvater Heimir um Aslaug. Besorgt um ihre Sicherheit, lässt er eine große Harfe anfertigen, in der er das Mädchen verstecken kann. Die Harfe ist außerdem befüllt mit kostbaren Kleidern und Gold. Wenn das Kind weint, spielt er für Aslaug, um sie zu beruhigen, denn er ist ein großartiger Harfenspieler. An einem gewaltigen Fluss angekommen, wäscht er das Mädchen und reicht ihr Nahrung. Getarnt als armer Harfenspieler reist er durch Norwegen, bis er eines Tages nach Spangereid in Lindesnes zum Hof von Åke und Grima kommt und dort um ein Nachtquartier bittet. Zunächst wird er gastfreundlich empfangen und bewirtet. Er lässt die Harfe in seiner Nähe stehen, aber Grima sieht einen Fetzen kostbaren Stoff aus der Harfe ragen und einen goldenen Ring unter Heimirs zerrissener Kleidung schimmern. Grima spornt ihren Mann Åke an, den fremden Gast zu töten, um an die vermeintlichen Reichtümer zu gelangen. Åke zögert zunächst, doch als Grima andeutet, der Fremde habe sich ihr genähert, erschlägt er Heimir mit einer Axt im Schlaf. Als sie anschließend die Harfe mit Gewalt aufbrechen, entdecken sie Aslaug, die so schön ist, wie sie noch nie ein Mädchen gesehen haben. Sie geben ihr den Namen Kráka (Krähe) nach der Mutter Grimas und ziehen Aslaug wie ihre eigene Tochter auf. Da sie beide aber hässlich sind und keinen Verdacht erregen wollen, zwingen sie das Mädchen, sich das Gesicht mit Ruß zu schwärzen und fortan schwarze Kleidung zu tragen, um ihre edle Abstammung zu verbergen. Kráka muss für sie hart arbeiten und lebt in ärmlichen Verhältnissen ähnlich wie Aschenputtel, bis sie durch die Heirat mit Ragnar Lodbrok Königin wird.

## Aslaugs BeinameKráka
Aslaugs Beiname Kráka („Krähe“) bezieht sich zum einen auf ihr dunkles Äußeres (schwarze, schmutzige Kleidung, geschwärztes Gesicht), das an eine Krähe erinnert. Es kann sich aber auch auf Aslaugs Rolle als Stiefmutter (von Agnarr und Eirekr, den Söhnen ihres Mannes Ragnar) beziehen. So tragen in norwegischen Märchen böse Stiefmütter den Namen Kråke (Kráka), während in färöischen Märchen garstige Stiefschwestern als Krákudóttir bezeichnet werden. Ohnehin ist ein Vogelname naheliegend für eine Person, die wie Aslaug – als Erbteil ihres Vaters – die Vogelsprache versteht.

## Aslaug und König Ragnar

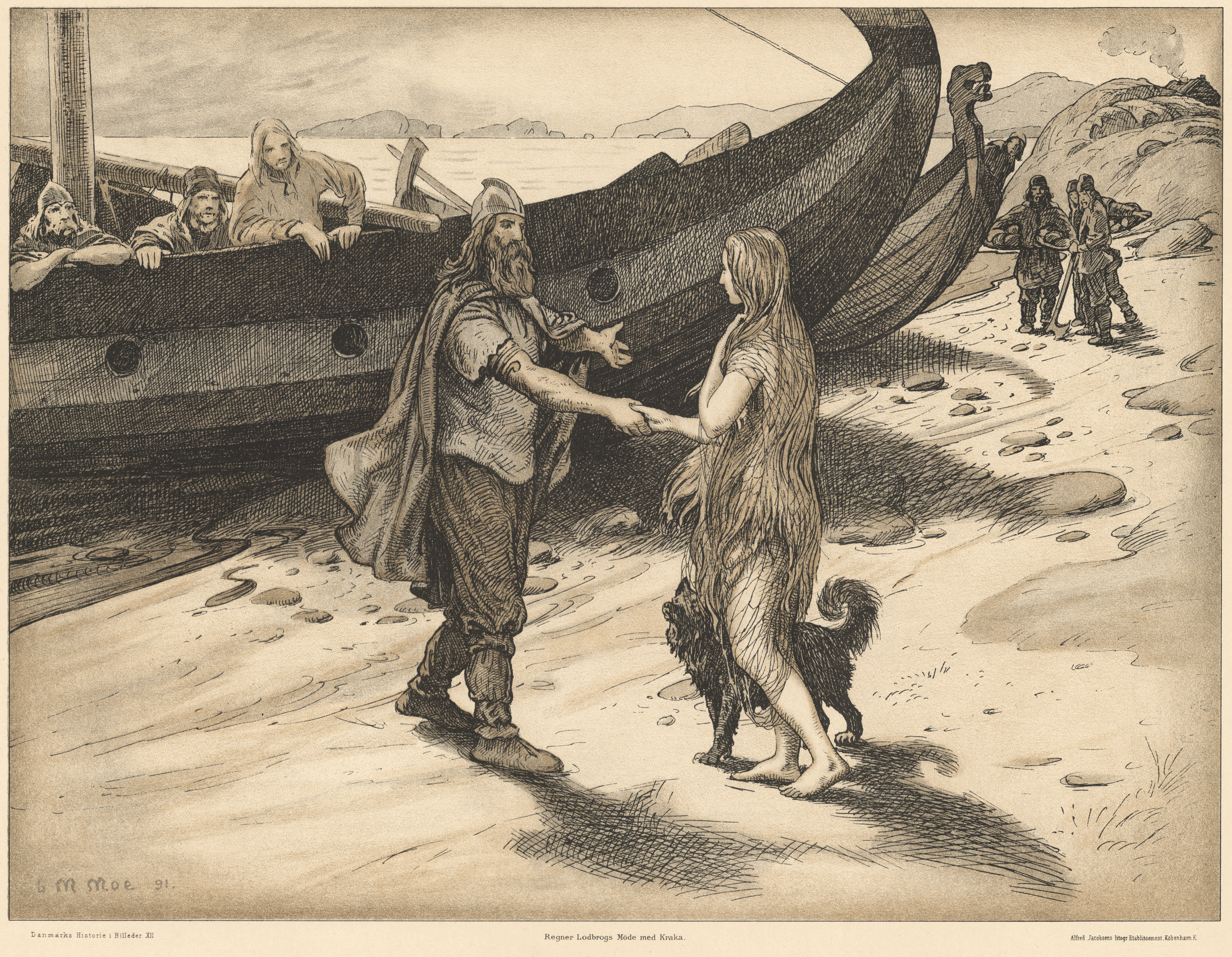
Kráka kommt zu Ragnar (Darstellung von Louis Moe)

### Aslaug trifft Ragnars Männer
Nachdem Ragnars Frau Thora verstorben ist, segelt Ragnar nach Norwegen und wirft Anker in einem kleinen Hafen vor Spangereid in Lindesnes. Er schickt seine Leute aus, um an Land Nahrung zu besorgen. Sie sehen einen kleinen Hof mit Garten und denken, dass es leichter ist, dort die ihnen aufgetragene Aufgabe, Brot zu backen, durchzuführen. Auf dem Hof treffen sie Grima und bitten sie, ihnen beim Brotbacken zu helfen. Grima teilt ihnen mit, dass ihre Hände zu steif für diese Arbeit seien, aber dass sie eine Tochter namens Kráka habe, die ihnen dabei helfen könne. Aslaug hatte früh am Morgen beim Schafehüten bereits die Schiffe im Hafen gesehen und sich gegen den Wunsch Grimas, die ihre Schönheit verbergen will, gewaschen. Als Kráka auf den Hof zurückkehrt, sind die Männer über ihre Schönheit erstaunt und fragen sich, ob sie wirklich die Tochter der hässlichen Grima sei. Die zweifelnden Männer kommen mit der schönen Aslaug überein, dass sie den Teig knetet, während sie das Brot backen. Zwar erfüllt das Mädchen seinen Teil der Aufgabe, Ragnars Männer können ihre Augen nicht von ihr lassen, und das Brot verbrennt im Ofen.

### Aslaugs Prüfung
Als die Männer mit dem verbrannten Brot aufs Schiff zurückkehren, berichten sie König Ragnar von der schönen Aslaug und dass sie nie ein schöneres weibliches Wesen auf der Welt gesehen hätten. Ragnar ist sich jedoch sicher, dass keine Frau schöner als seine verstorbene Thora sein könne. Er befiehlt, das Mädchen aufs Schiff kommen zu lassen. Um ihre Klugheit zu prüfen, entscheidet er, dass sie weder hungernd noch satt, weder bekleidet noch nackt, weder allein noch in Begleitung eines Gefolgsmannes kommen darf. Kráka befolgt Ragnars Befehl. Sie hüllt sich in ein Fischnetz, über das ihr langes Haar fällt. Auf diese Weise ist sie weder nackt noch bekleidet. Sie beißt in eine Zwiebel, die nicht als Nahrung gewertet wird, und zeigt, dass sie auch nicht hungert. Zuletzt lässt sie ihren Hund folgen und kommt zum Schiff Ragnars weder allein noch in Gefolgschaft eines Menschen. Von ihrer Klugheit und Schönheit überwältigt, bittet Ragnar das Mädchen liebevoll, mit ihm zu reisen. Dies lehnt Kráka ab, und auch die Einladung, auf dem Schiff zu nächtigen, weist sie zurück. Dies solle nicht geschehen, bevor Ragnar seine geplante Fahrt durchgeführt habe, lässt sie ihn wissen. Deshalb würde sie auch das Kleid Thoras nicht tragen, bevor sich Ragnar sicher sei, sie als Frau ehelichen zu wollen.

### Aslaugs Heirat mit König Ragnar
König Ragnar Lodbrok kehrt von seiner Reise zurück und fordert Aslaug auf, mit ihm zu kommen. Das Mädchen verlässt seine Zieheltern und gibt ihnen zu verstehen, dass sie wisse, wer ihren Ziehvater Heimir getötet habe. Sie verflucht die beiden und wünscht ihnen, dass jeder Tag schlimmer sei als der vorherige. Als Ragnar sie in sein Bett bittet, wehrt sie ab und fordert von ihm, dass er sie zuerst ehrenvoll heiraten müsse, wenn sie in seinem Reich angekommen sind. Ragnar befolgt diesen Wunsch, lässt sich aber von Aslaug nicht mehr weiter abweisen, als diese nach der Heirat noch drei Tage um Aufschub bittet, sein Lager zu teilen, da sonst ein Unglück geschehe. So wird Kráka zur mythischen Stammmutter des norwegischen Königsgeschlechts der Völsungen. Sie hat vier Söhne mit Ragnar: Ivar Ragnarsson, auch Ivar der Knochenlose, Björn Eisenseite, Hvitserk und Ragnvald Ragnarsson. Alle ihre Söhne sind sportliche Kämpfer und tapfere Krieger. Außerdem kümmert sich Aslaug um ihre beiden Stiefsöhne Erik und Agner, die Söhne Ragnars mit Thora aus dessen erster Ehe. In der Ragnarsaga erhält Aslaug den neuen Beinamen Randalín, nachdem sie ihre Söhne mehrfach auf Kriegszügen begleitet hat. Die Etymologie des Namens ist unsicher. Der erste Teil des Namens Randa könnte von isländisch „rönd“ abgeleitet sein mit der Bedeutung „Rand eines Schildes“ und Hlín könnte mit der Schutzgöttin Frigg in Verbindung gebracht werden. Somit könnte der Name Schildgöttin oder Schildfrau („Schildmaid“) bedeuten und eine Kenning für Walküre sein.

### Ragnars heimliche Verlobung mit Ingeborg
König Eystein von Schweden drängt den verbündeten Ragnar, sich mit seiner Tochter Ingeborg zu verloben, da diese nicht nur schön, sondern – im Gegensatz zu Ragnars Frau Aslaug – auch adelig sei. Als Ragnar von der Reise nach Schweden nach Hause kommt, verbietet er seinen Männern unter Androhung der Todesstrafe, irgendjemandem von seiner Verlobung mit Ingeborg zu berichten. Aslaug merkt jedoch, dass mit ihrem Mann etwas nicht stimmt, da er ihre Nachfragen, ob etwas nicht in Ordnung sei, stets verneint. Sie erklärt ihm, dass drei Vögel ihr von seiner Verlobung berichtet hätten und sie von vornehmer Herkunft sei. Da Ragnar daran jedoch zweifelt, erinnert sie ihn daran, dass sie ein Kind erwartet. Mit der Geburt ihres fünften Kindes beweist sie ihre vornehme Herkunft und bringt Sigurd zur Welt, der ein Familienmerkmal der Völsungen aufweist: die „Schlange im Auge“. Ragnar löst daraufhin die Verlobung mit der schwedischen Prinzessin Ingeborg und König Eystein lehnt folglich König Ragnar als Freund und Verbündeten ab.

### Das Merkmal der Völsungen:Die Schlange im Auge
Dieses Merkmal wurde falsch interpretiert als eine schlangenförmige Narbe um eines von Sigurds Augen, gemeint ist jedoch sein durchdringender Blick – ein Kennzeichen der Völsungen, das auch Aslaugs Halbschwester Svanhildr (deutsch: Schwanhild, bei Saxo Grammaticus zu Suanilda latinisiert) aufweist: Als ihr Mann Jörmunrekr sie zu Unrecht des Ehebruchs verdächtigt, soll sie zur Strafe von Pferden zertrampelt werden. Die Pferde scheuen jedoch vor Svanhildr, da sie ihren Blick fürchten. Erst als Svanhildr ein Sack über den Kopf gezogen wird, kann das Urteil vollstreckt werden.

### Aslaugs Geschenk für Ragnar
Als Ragnar gegen den Rat Aslaugs England mit nur zwei Schiffen erobern will, gibt sie ihm ein Hemd zum Schutz mit, das ihn vor Schaden bewahren soll. Sie verabschiedet sich von ihm, ahnend, dass sie ihren Mann wohl nie wieder sehen wird. Ragnar wird von König Ælla aus Northumbrien gefangen genommen und stirbt an giftigen Schlangenbissen in einer Schlangengrube, nachdem ihm das von Aslaug hergestellte Schutzhemd abgenommen wurde. Dieser Umstand wird in dem altnordischen Sterbelied Krákumál geschildert.